# Музей Королевской полиции Малайзии
Музей Королевской полиции Малайзии (малайск. Polis Diraja Malaysia) — музей, расположенный в Куала-Лумпуре (Малайзия). Посвящён истории Королевской полиции Малайзии. Включает в себя экспонаты из истории Королевской полиции Малайзии от момента её зарождения при британском колониальном правлении до 1970-х годов. Здание музея находится к западу от железнодорожного вокзала Куала-Лумпура.

## История
Первое деревянное здание музея было построено в 1958 году под руководством суперинтенданта Центра подготовки полиции (PULAPOL) П. Б. Джерри Уоллера. Ранние коллекции музея представляли собой учебные материалы из Центра подготовки полиции. Музей открыл 9 января 1961 года Его Величество 3-й Янг ди-Пертуан Агонг Туанку Сайед Путра.
Чтобы разместить растущее количество экспонатов, генеральный инспектор полиции Тан Шри Мохаммед Ханиф Омар впервые предложил переместить музей в новое место в Куала-Лумпуре 16 октября 1983 года. Строительство нового музея началось 18 февраля 1993 года и было завершено через четыре года. В июле 1998 года тогдашний заместитель премьер-министра дато-сери Абдулла Ахмад Бадави торжественно открыл новое здание музея.

## Экспозиция

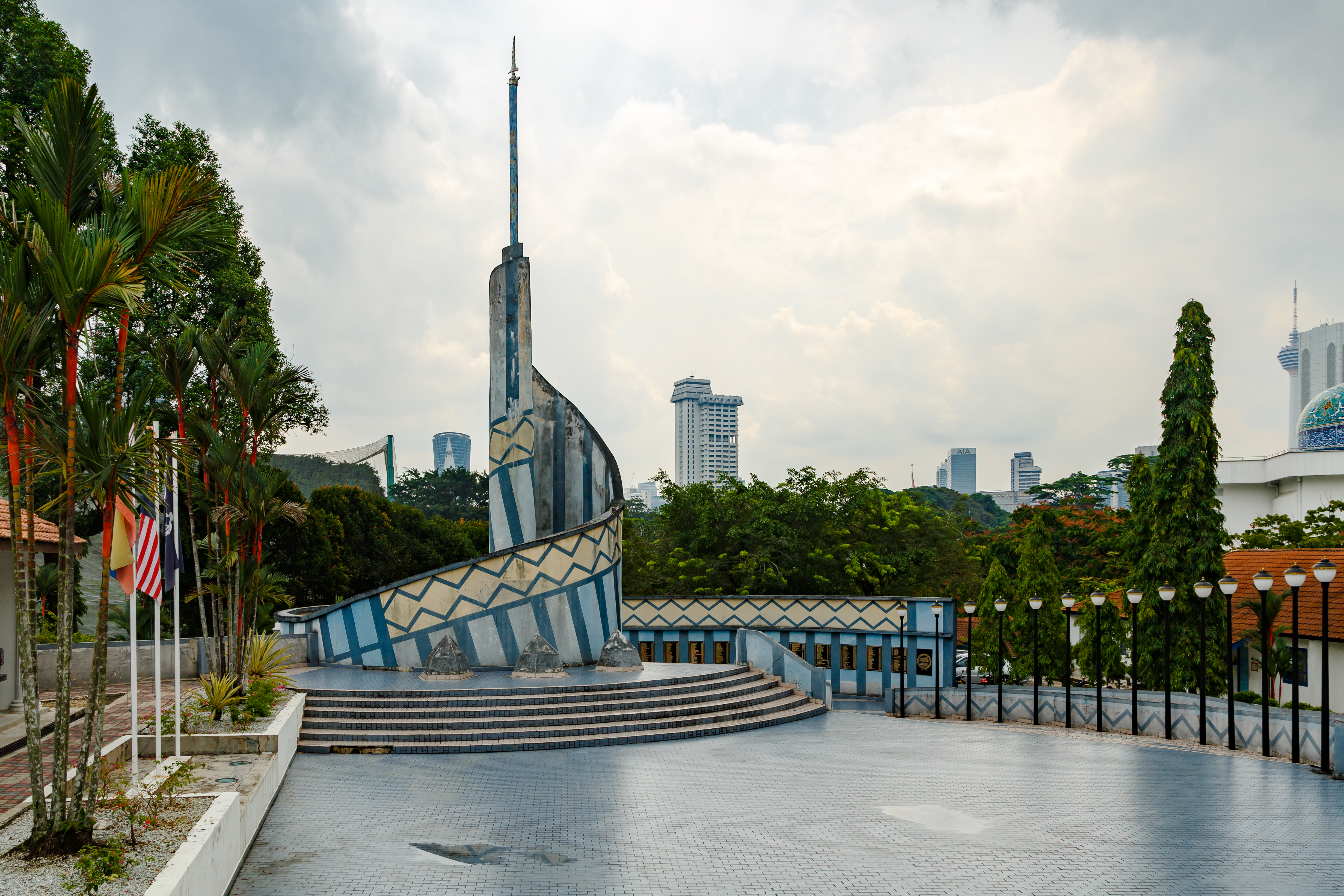
Аллея славы со списками полицейских, удостоенных почётных наград и медалей.

Экспозиция музея представлена в трёх галереях A, B и C.
Галерея A показывает, как осуществлялась охрана порядка во времена раннего малайского султаната, например, когда Теменгунг исполнял обязанности начальника полиции и тюремного надзирателя среди многих других своих обязанностей. Прогуливаясь по копиям старых улиц Малакки, посетители могут узнать о работе полиции во времена португальской и голландской колониальных эпох, прежде чем попасть в британскую эпоху, где зародилась современная Королевская полиция Малайзии. Здесь выставлены образцы полицейской формы разных эпох, а также другие экспонаты, такие как набор керамических суповых мисок, которые использовались сотрудниками полиции Стрейтс-Сетлментс в Пенанге в 1820-х годах.
В галерее B представлены британские кониальные времена. Здесь показаны подробности о работе полиции в эпохи Британской Малайи и Стрейтс-Сетлментс (группа штатов Пинанга, Малакки и Сингапура), Федеративных малайских штатов (федерация Селангора, Перака, Паханга и Негери-Сембилан), Нефедеративных малайских штатов (протекторатов Кедах, Перлис, Келантан и Тренгану), Сабаха и Саравака. Здесь представлены повседневные предметы, которые использовались ранними полицейскими силами, такие как старинная пишущая машинка, пробковый шлем, блокноты, фильтр для питьевой воды, огнетушитель, револьвер.
В галерее C показаны времена чрезвычайного положения в Малайе и борьбы за независимость в 1948—1960 годах, описываются жертвы и борьба с коммунистическими террористами, организованной преступностью и триадами, а также успехи специального подразделения полиции в этой борьбе. Представлена экспозиция, посвященная роли полиции в борьбе с наркоторговлей и подделками организованных преступных синдикатов, а также в разоблачении тайных обществ (триад). Одна экспозиция демонстрирует оборудование, используемое в церемонии присяги Ang Bin Hoay (одного из таких тайных обществ), которая включает в себя обезглавливание белого петуха.
На территории также находится памятник с именами сотрудников полиции, удостоенных почётной награды и медалей.

### Наружная экспозиция
Самые крупные экспонаты находятся снаружи музея. В музейном парке представлены:
- Бронированный вагон Wickham Trolley, использовавшийся с 1953 по 1960 год для охраны пути. В нем находились 5-6 полицейских.
- Бронеавтомобиль Sankey AT-105.
- Бронетранспортёр GMC. Использовался для перевозки VIP-персон, сопровождения доставок заработной платы и посещения отдалённых поместий в период чрезвычайного положения.
- Автомобиль Ford Lynx Scout. Использовался в Келантане с 1952 по 1960 год.
- Бронетранспортёр Shorland.
- БТР Commando V 100
- Морской катер PA-4 2220. Изготовлен на заводе MSET в Теренггану в 1965 году.
- Oerlikon 20MM II SS. Приобретён в 1964 году и использовался в течение 33 лет на патрульном катере полиции.
- Японская пушка времен Второй мировой войны и британская пушка.

## Галерея

Наружная экспозиция при Музее полиции
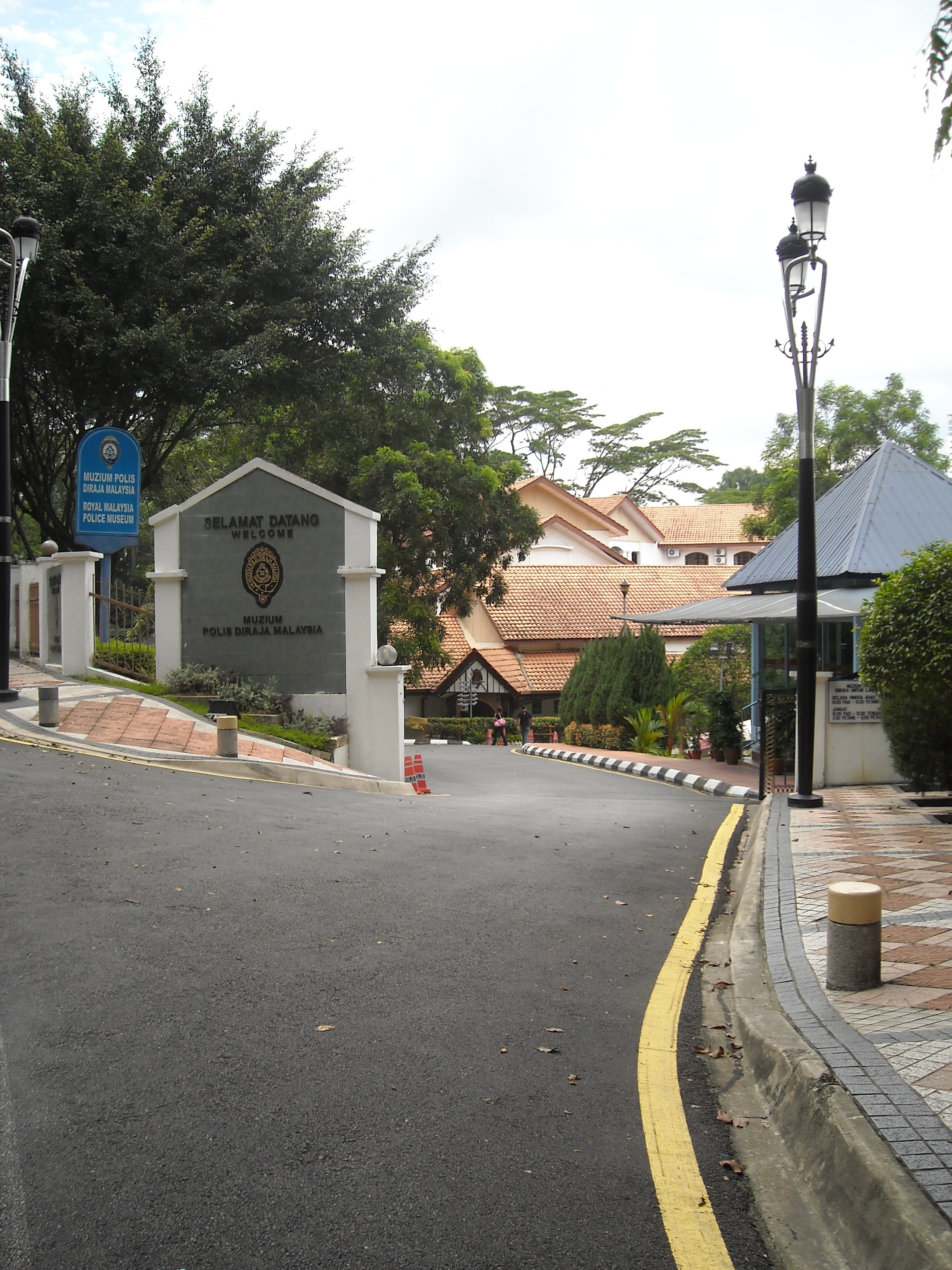
Въездные ворота музея
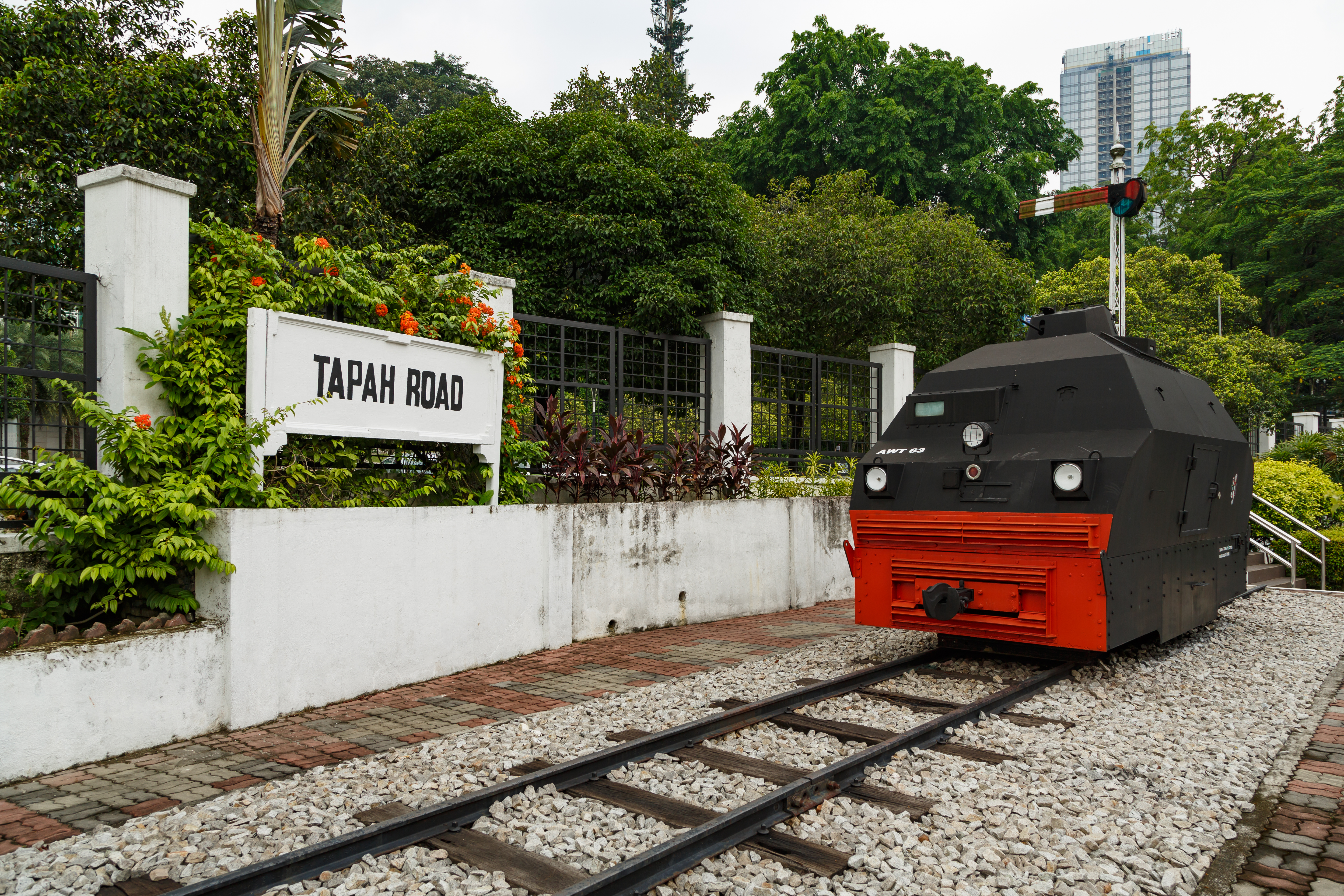
Полицейский бронепоезд Wickham Trolley
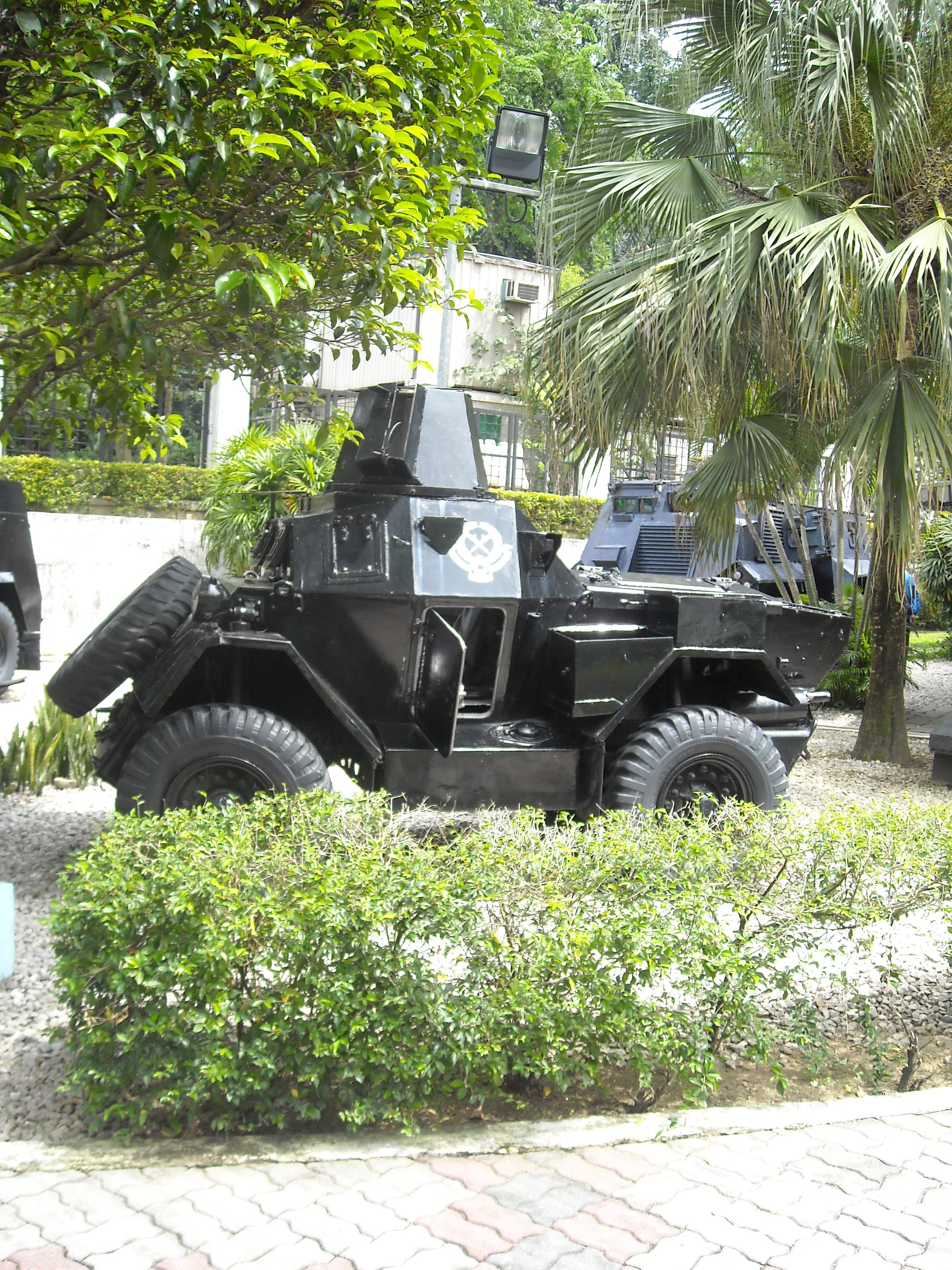
Daimler Scout Car (Ford Lynx), Mark I
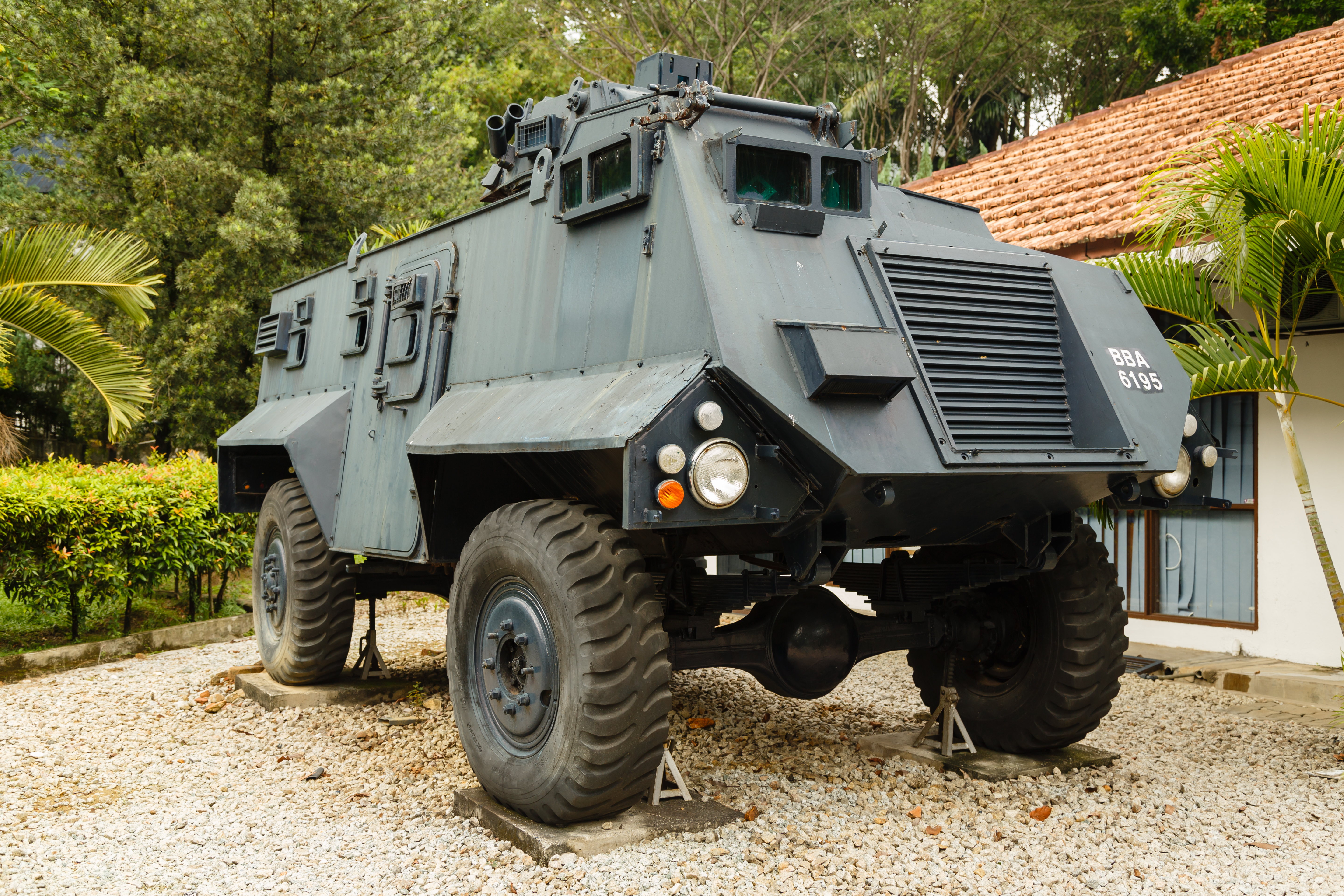
Sankey AT-105
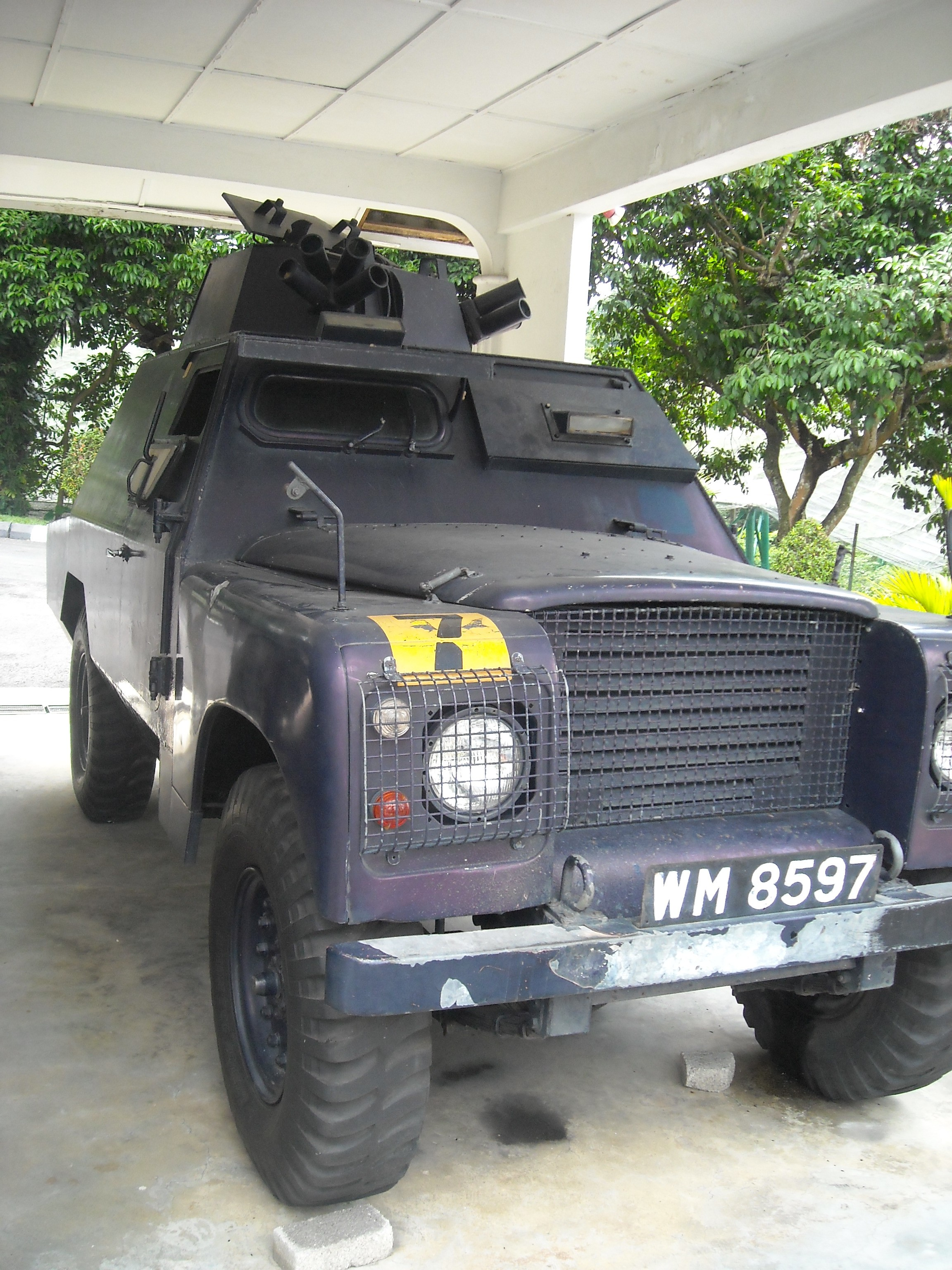
Land Rover Defender, тактический вариант для спецназа